# Nazionale maschile di football americano del Venezuela
La nazionale di football americano del Venezuela è la selezione maggiore maschile di football americano della FVFA che rappresenta il Venezuela nelle varie competizioni ufficiali o amichevoli riservate a squadre nazionali.

## Risultati
Legenda: Grassetto: Risultato migliore, Corsivo: Mancate partecipazioni

## Dettaglio stagioni

### Amichevoli
| Stagione | Vin | Par | Per | Tot | PF | PS | avversaria        |
| -------- | --- | --- | --- | --- | -- | -- | ----------------- |
| 2012     | 1   | 0   | 1   | 2   | 36 | 32 | Brasile, Colombia |
| Totale   | 1   | 0   | 1   | 2   | 36 | 32 |                   |

### Riepilogo partite disputate
| Anno             | Luogo        | Evento     | Fase del torneo | Incontro             | Risultato |
| 15 ottobre 2012  | Puerto Ordaz | Amichevole |                 | Venezuela - Brasile  | 14 - 20   |
| 17 novembre 2012 | Puerto Ordaz | Amichevole |                 | Venezuela - Colombia | 22 - 10   |

## Confronti con le altre Nazionali
Questi sono i saldi del Venezuela nei confronti delle Nazionali incontrate.

### Saldo positivo
| Nazionale | Giocate | Vinte | Pareggiate | Perse | PF | PS | Ultima vittoria | Ultimo pari | Ultima sconfitta |
| --------- | ------- | ----- | ---------- | ----- | -- | -- | --------------- | ----------- | ---------------- |
| Colombia  | 1       | 1     | 0          | 0     | 22 | 10 | 2012            | -           | -                |

### Saldo negativo
| Nazionale | Giocate | Vinte | Pareggiate | Perse | PF | PS | Ultima vittoria | Ultimo pari | Ultima sconfitta |
| --------- | ------- | ----- | ---------- | ----- | -- | -- | --------------- | ----------- | ---------------- |
| Brasile   | 1       | 0     | 0          | 1     | 14 | 20 | -               | -           | 2012             |